# Tom Beetz
Tom Beetz (* 12. Dezember 1986 in Suhl) ist ein ehemaliger deutscher Nordischer Kombinierer.

## Werdegang
Bei den Juniorenweltmeisterschaften 2005 und 2006 gewann er drei Goldmedaillen, in beiden Jahren mit dem Team und 2006 im Sprint, dazu noch eine Silbermedaille im Einzel 2006.
Als Neunzehnjähriger beendete er sein erstes Weltcuprennen im März 2006 im finnischen Lahti auf Platz 40. Obwohl er noch nicht regelmäßig im Weltcup zum Einsatz kommt, konnte er sich in der Gesamtwertung 2007/2008 schon 99 Punkte und damit Platz 38 sichern. Sein bestes Einzelergebnis am Ende der Saison war ein 22. Platz, erzielt im Einzel am traditionsreichen Holmenkollen in Oslo. In der Saison 2008/2009 erzielte er kurz vor dem Jahreswechsel mit Platz elf beim Gundersen-Wettkampf in Ramsau am Dachstein sein bis dahin bestes Ergebnis im Weltcup. Im Januar folgten weitere Resultate um Platz 20, bevor er wegen einer Viruserkrankung pausieren musste. Schließlich zwang ihn wenig später eine Herzmuskelentzündung, die Saison vorzeitig zu beenden, mit 66 Punkten belegte er Platz 45 im Gesamtweltcup. Nach einem stationären Krankenhausaufenthalt durfte er erst im Juni 2009 wieder mit dem Training beginnen. Wegen des Trainingsrückstandes bestritt er in der Folgesaison keinen internationalen Wettbewerb.
Tom Beetz, der in Biberschlag bei seinen Eltern Cathrin und Jörg Beetz wohnt, startet für den SV Biberau. Zusammen mit seinem älteren Bruder Christian startete er 2008 in Liberec zum ersten Mal gemeinsam in einem Weltcuprennen. Auch ihr Vater war ein erfolgreicher Nordischer Kombinierer. Tom Beetz besuchte bis 2008 das Sportgymnasium Oberhof.
Seine sportliche Laufbahn als Kombinierer hat er aufgrund immer wieder auftretender schwerer Erkrankungen 2013 aufgegeben. Er befasst sich seit einigen Jahren mit dem Reitsport und arbeitet als Trainer und Reitlehrer auf der Little King Ranch in Ribbeck.

## Statistik

### Weltcup-Platzierungen
| Saison  | Platz | Punkte |
| ------- | ----- | ------ |
| 2007/08 | 38.   | 99     |
| 2008/09 | 45.   | 66     |

### Grand-Prix-Platzierungen
| Saison | Platz | Punkte |
| ------ | ----- | ------ |
| 2008   | 16.   | 48     |

### Platzierungen beiDeutschen Meisterschaften
| Jahr und Ort      | Wettbewerb | Wettbewerb | Wettbewerb  | Wettbewerb |
| Jahr und Ort      | Gundersen  | Sprint     | Massenstart | Teamsprint |
| ----------------- | ---------- | ---------- | ----------- | ---------- |
| 2002 Winterberg   | 37.        | 40.        | –           | –          |
| 2004 Oberstdorf   | 15.        | 19.        | –           | –          |
| 2006 Oberhof      | 04.        | 15.        | –           | –          |
| 2007 Winterberg   | 12.        | 14.        | –           | –          |
| 2008 Klingenthal  | –          | 07.        | 11.         | –          |
| 2010 Steinbach-H. | –          | –          | –           | 05.        |
| 2011 Hinterzarten | –          | –          | –           | 07.        |
| 2012 Klingenthal  | 11.        | –          | –           | –          |